# Hermann Klugkist Hesse
Hermann Klugkist Hesse (* 16. Dezember 1884 in Larrelt; † 24. August 1949 in Wuppertal) war ein deutscher reformierter Theologe und Kirchenhistoriker.

## Leben
Hermann Klugkist Hesse stammte aus einem alten ostfriesischen Pfarrergeschlecht reformierter Prägung. Sein Vater Franz Hinrich Hesse (1842–1904) war Superintendent in Emden. 1911 heiratete er Gertrud Reimann (1886–1963). Kinder waren Marie-Luise (1912–1985), Franz (1917–2013), nachmalig Professor für Alttestamentliche Theologie in Erlangen, Marburg und Münster, Hermann (1920–2001) und Frauke (1925–2010).
Hesse war zunächst bis 1920 Pfarrer in Ostfriesland in Kirchengemeinden in der Evangelisch-reformierten Landeskirche der Provinz Hannover (Wybelsum, Weener und Loga), von 1920 bis 1949 Pfarrer der damals größten reformierten Gemeinde Deutschlands in Wuppertal-Elberfeld, einer Kirchengemeinde in der Kirchenprovinz Rheinland der damaligen Evangelischen Kirche der altpreußischen Union. Seit 1924 war er Schriftleiter des Reformierten Wochenblatts, das in hoher Auflage in Deutschland verbreitet war. Als Dozent wirkte er an der Theologischen Schule und dem Predigerseminar im Fachbereich Kirchengeschichte mit.
Seit 1923 war Hesse mit Karl Barth bekannt, der als Professor in Göttingen, Münster und Bonn eine Neubesinnung der evangelischen Theologie nach dem Ersten Weltkrieg einforderte. In einem regen Briefwechsel diskutierten Hesse und Barth neben theologische Fragen auch Zeiterscheinungen. Beim Aufkommen des Nationalsozialismus schloss sich Hesse inhaltlich der Linie Barths an, der die Deutschen Christen, die die Gleichschaltung mit dem NS-Staat auch in der Kirche forcierten, als Irrlehre ablehnte. In den Organen der innerkirchlichen Opposition, dem von Martin Niemöller gegründeten Pfarrernotbund und der Bekennenden Kirche, war Hesse von Anfang an aktiv. Weil Hesse auch als Schriftleiter keine Zensur hinzunehmen bereit war, wurde ihm von dem deutschchristlichen Presbyterium die Schriftleitung entzogen.
Daraufhin gab er gemeinsam mit Pfarrer Karl Immanuel Immer aus Barmen das neue Wochenblatt Unter dem Wort heraus, das mit 30.000 Exemplaren eines der Haupt-Presseorgane der entstehenden Bekennenden Kirche wurde. Wegen missliebiger Äußerungen wurden beide durch den Reichsbischof Ludwig Müller im März 1934 in den einstweiligen Ruhestand versetzt. Gerade das löste in Elberfeld eine größere Protestbewegung aus, die die Zahl der Mitglieder der BK stark anwachsen ließ. Die Kirchengebäude wurden den BK-Mitgliedern und -Pfarrern durch die übrigen Pfarrer entzogen, so dass sich die BK-Gemeinde in Sälen versammeln musste. Auf der Ebene der Provinzialkirche Rheinland wirkte Hesse in Ausschüssen und Gremien mit. 1935 wurde er für einen Tag verhaftet, weil er eine Verlautbarung des altpreußischen Bruderrates von der Kanzel verlesen hatte. Bei der Gründung der Kirchlichen Hochschule Wuppertal, die nach 1937 auch illegal weitergeführt werden musste, war Hesse beteiligt. Bis zu einer größeren Verhaftungswelle 1939 wirkte er auch an verbotenen Examensprüfungen mit. 1938 weigerte er sich mit weiteren Pfarrern in Preußen, einen Eid auf Hitler abzulegen. Ab 1940 bemühte sich Hesse intensiv um eine Beilegung des Kirchenkonfliktes in Elberfeld und es kam zu einer Einigung mit den neutralen Pfarrern.
Als Superintendent des Kirchenkreises Elberfeld war Hesse ab 1946 maßgeblich am kirchlichen Wiederaufbau in Wuppertal und im Rheinland beteiligt. Er war um eine Aussöhnung mit den alten Gegnern bemüht und vertrat zugleich eine bußfertige Haltung. 1946 traf er Karl Barth wieder, der 1935 zwangsweise in die Schweiz hatte emigrieren müssen.

## Kirchenhistorische Arbeiten
Die erste größere Monographie verfasste Hesse über den ostfriesischen Reformator Menso Alting. Mit seiner Biographie über Adolf Clarenbach, der 1529 als Kölner Märtyrer verbrannt wurde, wurde er einer breiteren Öffentlichkeit bekannt und erwarb sich das Licentiat der Theologie. Die Darstellung über den niederländischen Theologen Hermann Friedrich Kohlbrügge wurde in den Zeiten des Kirchenkampfes als Camouflage zu den Zeitereignissen gelesen und fand weite Verbreitung (in den 1980er Jahren wurde das Werk ins Niederländische übersetzt). Dazu kamen zahlreiche Einzelbeiträge und Untersuchungen. Hesses Vorträge waren beliebt und erreichten in den Zeiten des Kirchenkampfes oft mehrere tausend Zuhörer. Bemerkenswert erscheint dabei sein Vortrag über den Hugenottenadmiral Coligny 1937, in dem Hesse sogar die Frage des Tyrannenmordes behandelte. Seine umfangreichen Vorlesungen über alle kirchengeschichtlichen Epochen sind unveröffentlicht. Für seine wissenschaftlichen Verdienste wurde ihm 1948 von der Universität Bonn die Ehrendoktorwürde verliehen.

## Nachlass
Hermann Klugkist Hesse hinterließ ein Tagebuch, das für die Jahre 1936 bis 1947 auf rund 1200 Seiten die kirchenpolitischen Vorgänge der NS-Zeit und die Kriegserfahrungen in Wuppertal aufzeichnete. Dies ist inzwischen durch seinen Enkel Gottfried Abrath in Ausschnitten veröffentlicht und gibt Einblick in die Strukturen, die Mentalität und das Milieu der Pfarrer im Kirchenkampf. Abrath hat dabei auch die politischen Defizite der BK mit einbezogen und Erklärungshypothesen dafür gegeben, wieso es vor Ort zu einem gänzlichen Versagen in Bezug auf die Verfolgung der Juden kam. In dieser Untersuchung wird ersichtlich, wie tief die evangelische Kirche in Deutschland noch in den konservativ-nationalen Denkmustern des Kaiserreichs verwurzelt war. Während im kirchenpolitischen Bereich ein Protest schnell zustande kam, fehlt er für die politischen Bereiche gänzlich. Auch ist ab 1939 ein Rückzug in eine vermeintlich heile Innenwelt zu registrieren. Neben den Tagebüchern liegt ein umfangreicher, noch unveröffentlichter Briefwechsel insbesondere mit seinem Sohn Franz vor. Teile des Nachlasses liegen im Archiv des Verbandes evangelischer Kirchengemeinden in Wuppertal-Elberfeld.

## Schriften
- Die Gemeinde im Kampf der Gegenwart. Einsichten aus ihrer Geschichte zur Wegeleitung für die Zukunft. Elberfeld 1924.
- Menso Altings Arbeit für den Calvinismus in Friesland, Groningen und Drente. Groningen 1924.
- Beitrag zur Kirchengeschichte Elberfelds um die Wende des 16. Jahrhunderts (zur Zeit Kallmanns des Ä., 1589–1613). Elberfeld 1926.
- Die Pastoren der reformierten Gemeinde Elberfeld. Das älteste Protokollbuch des Consistoriums/Presbyteriums der reformierten Gemeinde Elberfeld, Elberfeld 1926. Neuausgabe des 1. Teils in: Hermann-Peter Eberlein (Hg.): Album ministrorum der Reformierten Gemeinde Elberfeld. Prediger und Pastoren seit 1552. Bonn 2003, S. 223–337.
- Kirchenkunde der ev.-reformierten Gemeinde Elberfeld. Leitfaden zur Einführung in die Geschichte, das Wesen und die Ordnungen der Gemeinde, Elberfeld 1926. Neuausgabe in: Hermann Klugkist Hesse, Ernst Hense: Die reformierte und die lutherische Gemeinde Elberfeld. Herausgegeben von Daniela-Nadine Reiher und Hermann-Peter Eberlein. Kamen 2014, ISBN 978-3-89991-155-8, S. 16–82.
- Simon Buddäus, Prediger in Elberfeld und Diener der heimlichen Gemeinden am Niederrhein. Versuch eines Lebensbildes aus den Zeiten der Wende des 16. Jahrhunderts. Elberfeld 1927.
- Was hilft uns gegenüber der Entkirchlichung? Neukirchen 1927.
- Menso Alting. Eine Gestalt aus der Kampfzeit der calvinischen Kirche. Berlin 1928.
- Jesu Gemeinde und das Wort. Paul Geyser, ein Zeuge vom lebendigen Gott. Neukirchen 1928.
- Petrus Cürtenius, 1607–1619 Pastor in Elberfeld. Eine Führergestalt der niederrheinischen Kirche aus ihren Anfangstagen. Elberfeld 1928.
- Die Ellerianer in Ronsdorf. Ein Beitrag zu ihrer Geschichte nach neuaufgefundenen Aufzeichnungen des Jakob Bolckhaus. Elberfeld 1929. Neuausgabe unter dem Titel: Die Ellerianer in Ronsdorf. Die Ronsdorfer Gemeindegründung und das Wort Gottes. In: Klaus Goebel (Hg.): Von Eller bis Dürselen. Neue Beiträge zur Kirchen- und Stadtgeschichte von Wuppertal-Ronsdorf. Köln 1981, S. 5–13, 14–25.
- Adolf Clarenbachs Persönlichkeit, Geschick und Bedeutung im Lichte der neueren historischen Forschung. In: Zeitschrift des Bergischen Geschichtsvereins (ZBGV), Jg. 58 (1929), S. 5–31.
- Frühlicht am Rhein. Adolf Clarenbach. Sein Leben und Sterben. Moers 1929.
- Adolf Clarenbach. Ein Beitrag zur Geschichte des Evangeliums im Westen Deutschlands. Neuwied 1929.
- Die Bekenntnisschrift Adolf Clarenbachs vom Jahre 1527. Ein Kölner Neujahrsgedicht mit Beziehung auf Adolf Clarenbach. Elberfeld 1930.
- Johannes Lycaula Montanus. Ein biographischer Beitrag zur Reformationsgeschichte des Westens. In: Zeitschrift des Bergischen Geschichtsvereins (ZBGV), Jg. 59 (1930), S. 31–87.
- Drei reformierte Männer des Wuppertals: Gottfried Daniel Krummacher, Hermann Friedrich Kohlbrügge, Paul Geyser. Elberfeld 1930.
- Leben und Wirken des Petrus Medmann, geheimen Rates des Kurfürsten Hermann von Wied. Zugleich ein neuer Beitrag zur Biographie Adolf Clarenbachs. In: Monatshefte für Rheinische Kirchengeschichte (MRKG), Jg. 26 (1932), S. 321–341.
- Pastor Johannes Hörnemann. Ein Lebensbild. In: Gedenket an eure Lehrer. Elberfeld 1932, S. 32–64.
- Zur kirchlichen Lage. Offener Brief an Professor D. Fezer, Berlin. In: Reformierte Kirchenzeitung (RKZ), Jg. 83 (1933), S. 237–241.
- Die Jugend- und Lehrzeit des Magister Werner Teschemacher in Hinsicht auf seine gesamte Lebensarbeit. In: Zeitschrift des Bergischen Geschichtsvereins (ZBGV), Jg. 61 (1933), S. 5–54.
- Hermann Friedrich Kohlbrügge. Wuppertal 1935.
- Der Unionsversuch des Pädagogen Johann Friedrich Wilberg in Elberfeld. In: Theologische Aufsätze, Karl Barth zum 50. Geburtstag. München 1936, S. 490–505.
- Der einige Trost im Leben und im Sterben. Der Heidelberger Katechismus als Zeugnis der Kirche. Neukirchen 1939.
- Aufbruch? Ein Blick in das Leben des Evangelischen Kirchenkreises Elberfeld. Wuppertal-Elberfeld 1947.
- Ansiedlung? Das kirchliche Leben im Kirchenkreis Elberfeld. Wuppertal-Elberfeld 1948.
- Kirchengeschichte im Grundriß. Gladbeck 1948.
- Briefe von Peter Lo. Ein neuer Beitrag zur Geschichte des Elberfelder Predigers. In: Zeitschrift des Bergischen Geschichtsvereins (ZBGV), Jg. 70 (1949), S. 6–115.
- Die Geschichte der christlichen Kirche am Rhein. Neukirchen, Neuauflage 1955.
- Magister Werner Teschemacher (1589–1638) und der Weg der Reformierten Kirche im Westen Deutschlands. In: Zeitschrift des Bergischen Geschichtsvereins (ZBGV), Jg. 77 (1960), S. 1–134.
- Elberfeld und seine Kirche im Mittelalter und im Dreißigjährigen Krieg. Herausgegeben von Daniela-Nadine Reiher und Hermann-Peter Eberlein. Kamen 2013, ISBN 978-3-89991-147-3.
- Elberfeld und seine reformierte Gemeinde im 17. Jahrhundert. Herausgegeben von Daniela-Nadine Reiher und Hermann-Peter Eberlein. Kamen 2018, ISBN 978-3-89991-204-3.
- Elberfeld und seine Kirche im Jahrhundert der Reformation. Herausgegeben von Daniela-Nadine Reiher und Hermann-Peter Eberlein. Kamen 2019, ISBN 978-3-89991-209-8.